# Pristimantis lemur
Eleutherodactylus lemur là một loài động vật lưỡng cư trong họ Strabomantidae, thuộc bộ Anura. Loài này được Lynch & Rueda-Almonacid miêu tả khoa học đầu tiên năm 1998.